# Fundamentalebene
Als Fundamentalebene bezeichnet man einen zweidimensionalen Unterraum des Parameterraums gebildet aus Dynamik (Geschwindigkeitsdispersion σ), Helligkeit (Flächenhelligkeit) und Ausdehnung (Radius), in dem sich elliptische Galaxien konzentriert aufhalten.

## Motivation
Viele Eigenschaften von Galaxien korrelieren. Zum Beispiel hängt die Leuchtkraft mit dem effektiven Radius zusammen. Der Nutzen dieser Korrelationen ist also, dass man ohne Kenntnis der Entfernung einer Galaxie, dennoch plausible Annahmen über die Entfernung machen kann.

## Fundamentalebene bei elliptischen Galaxien
Für elliptische Galaxien beobachtet man eine Abhängigkeit des Effektivradius {\displaystyle R_{e}} von {\displaystyle \langle I\rangle _{e}}, der durchschnittlichen Flächenhelligkeit innerhalb des Effektivradius:
{\displaystyle R_{e}\propto \langle I\rangle _{e}^{-0.83}}.
Entsprechend gilt dann für die Leuchtkraft die Beziehung {\displaystyle L=2\pi R_{e}^{2}\langle I\rangle _{e}}. Daraus lässt sich unter Verwendung der ersten Relation folgende Näherung herleiten:
{\displaystyle \langle I\rangle _{e}\propto L^{-1.5}}.
Zieht man nun noch die Faber-Jackson-Beziehung {\displaystyle L\propto \sigma _{0}^{4}} hinzu, d. h. die Abhängigkeit der Leuchtkraft von der Geschwindigkeitsdispersion im Zentrum, erhält man einen Zusammenhang der drei Parameter {\displaystyle R_{e}}, {\displaystyle \langle I\rangle _{e}} und {\displaystyle \sigma _{0}}, der im dreidimensionalen Parameterraum eine Ebene, die sogenannte Fundamentalebene aufspannt. Diese ist definiert durch
{\displaystyle R_{e}\propto \sigma _{0}^{1.4}\langle I\rangle _{e}^{-0.85}},
oder, in logarithmischer Form dargestellt, durch
{\displaystyle \log R_{e}=0.34\langle \mu \rangle _{e}+1.4\log \sigma _{0}+{\text{const.}}},
wobei {\displaystyle \langle \mu \rangle _{e}} die durchschnittliche Flächenhelligkeit innerhalb {\displaystyle R_{e}}, gemessen in {\displaystyle {\text{mag/arcsec}}^{2}}, bezeichnet.
Sofern die Distanz zu einer Galaxie unbekannt ist, kann also dennoch über die Fundamentalebene deren Leuchtkraft bestimmt werden. Die Fundamentalebene lässt sich auch bei den Bulges von Spiralgalaxien beobachten.